# Ардмор (месторождение)
Ардмор (англ. Ardmore) — нефтегазовое месторождение в Ирландии. Расположено в районе с глубинами 90 м, в 60 км к югу от побережья Ирландии. Месторождение Ардмор расположено в пределах Standard Exploration License (SEL) 2/07 в Кельтского моря. Открыто в 1974 году.
Оно приурочено к отложениям нижнемелового возраста. Представляет собой газовую шапку, подстилаемую тяжелой нефтью. Плотность нефти составляет 0,960 г/см3 или 16° API. Ресурсный потенциал месторождения достигает 35 млн тонн.
Оператором в блоке SEL 2/07 является ирландская Providence (72,5 %). Её партнеры в блоке SEL 2/07: Atlantic Petroleum (18,3 %) и Sosina Exploration (9,2 %).